# We Are Paintermen
We Are Paintermen è il primo album dei The Creation. È stato l'unico album completo pubblicato durante la breve vita dei The Creation.
Questo album, pubblicato nel 1967 con l'etichetta discografica Hit-Ton (non tedesca, nazione in cui il gruppo godè di popolarità), è composto dai singoli già usciti della band oltre ad alcune cover (Cool Jerk, Like a Rolling Stone, Hey Joe).

## Tracce
1. Cool Jerk - 2:20
2. Making Time - 2:57
3. Through My Eyes - 3:06
4. Like a Rolling Stone - 2:59
5. Can I Join Your Band - 3:04
6. Tom Tom - 2:56
7. Try and Stop Me - 2:27
8. If I Stay Too Long - 3:23
9. Biff Bang Pow - 2:25
10. Nightmares - 3:12
11. Hey Joe - 4:09
12. Painter Man - 2:53
13. How Does It Feel to Feel (*)(Version) - 3:04
14. Sylvette (*) - 2:43
15. I Am the Walker (*) - 2:47
16. Ostrich Man (*) - 2:58
17. Sweet Helen (*) - 3:01
18. Life Is Just Beginning (Alternate Take)(#)(*) - 3:23
19. For All That I Am (#)(*)(Version) - 3:09
20. Midway Down (#)(*)(Version) - 3:02
21. I'm Leaving (*) - 3:33
22. Work All Day (Sleep All Night) (*) - 2:57
23. Going Down Fast (*) - 2:36